# Jarohněvice
Jarohněvice (in tedesco Gernowitz) è un comune della Repubblica Ceca facente parte del distretto di Kroměříž, nella regione di Zlín.